# Ivaszaki Mineko
Ivaszaki Mineko (岩崎峰子), született Tanaka Maszako (田中政子, Kiotó, 1949. november 2. –) Japán első számú gésája volt egészen 29 éves korában történt hirtelen visszavonulásáig. Arthur Golden később az ő élettörténete alapján írta meg nagy sikerű Egy gésa emlékiratai című regényét.

## Gésaélet
Mineko  ötéves  korában hagyta el otthonát, hogy Kiotóban tanulja meg a tradicionális japán táncot az Ivaszaki-okijában (gésaház), Gionban. Az okija tulajdonosa, Oima asszony törvényesen örökbe fogadta őt, így kapta meg az Ivaszaki családnevet, majd őt választotta a ház örökösének (atotori). Így amikor Oima asszony túl öreg lesz az üzleti élethez, Mineko feladata lenne a gésa-ház további működtetése. Mineko 15 éves korában lett maikó (tanuló gésa) és 21 évesen már Japán legjobb táncosaként és maikójaként tartották számon. Abban az időben vált geikóvá (gésa más néven).
Mineko a lehető legtöbbet hozta ki magából a tanulás során, mind fizikailag, mint mentálisan. Vese problémákkal küzdött, melybe majdnem belehalt, ám gyógyulása után ismét teljes erővel tört be gésa közösségbe. Karrierje során számos olyan hírességet szórakoztatott, mint Erzsébet királynő és Károly herceg. Hírneve és sikerei sok csodálót vonzottak köré, mindig élvezte életét az Ivaszaki-házban. Mindez azonban féltékenységet és pletykákat is szült, gyakran kellett szembenéznie fizikai bántalmazással is akár előadások, akár a hétköznapok során. Önéletrajzában azt írja, egy alkalommal egy csapat férfi támadta meg az utcán, és egy kosárból származó éles bambuszdarabbal kellett megvédenie magát.
Mineko kiábrándult a gésák hagyományokkal körülzárt világából, főként amikor az oktatási rendszer elégtelenségét is látta. Mindezek miatt karrierje csúcsán visszavonult. Azt remélte, tettével sokkolja annyira Giont, hogy változásokat okozzon, de ehelyett másik hetven rangos gésa is a visszavonulást választotta. Mineko úgy érezte, figyelmetlenségével a szakma végzetét okozta. A művészetek felé fordult és férjhez ment Szató Dzsinicsiró művészhez, és született egy lányuk, Koko. Jelenleg Kiotó külvárosában élnek.

## Egy gésa emlékiratai
Mineko egyike volt annak a számos gésának, akikkel Arthur Golden interjút készített, miközben az Egy gésa emlékiratai című regényéhez gyűjtött anyagot. Mineko állítása szerint megegyezett Goldennel, hogy közreműködése rejtve marad, ám Golden mégis leleplezte személyazonosságát, amikor könyve köszönetnyilvánítás fejezetében, illetve több interjújában is megemlítette nevét. Miután Golden könyve megjelent, Minekót rengeteg kritika, sőt halálos fenyegetés érte, amikor megszegte az íratlan szabályt és beszámolt a gésák életéről.
Mineko elárulva érezte magát, ahogy Golden felhasználta a bizalmasan kezelendő információkat, és ahogyan elferdítette a valóságot a gésák életéről való pontatlan leírásokkal. Ivaszakit leginkább az sértette, hogy a regényben a gésák ábrázolása kimerült a rituális prostitúcióban. Például a regény egyik főszereplőjének, Szajurinak szüzességét (mizuage) a legtöbbet ígérőnek adták. Mineko állítása szerint nemcsak hogy nem ez volt az egyetlen esemény a regényben, ami sosem történt meg vele, de semmi hasonló szokás sem létezett Gionban.
Mineko ellenérzései a regény miatt azért is voltak erősek, mert Szajuri karakterét egyértelműen róla mintázták, és a többi szereplő is megtalálható a valóságban Mineko életében. Azonban míg ezek az emberek Mineko számára kedvesek, az író a regényben negatív jellemzőkkel ruházta fel őket.
2001-ben Mineko beperelte Goldent szerződésszegés és becsületsértés miatt, és a per 2003 februárjáig tartott, végül Golden kiadója bíróságon kívül megegyezett Minekóval egy nem felfedett pénzösszeg fejében.

## A gésák gésája
Az Egy gésa emlékiratai című könyv megjelenése után Ivaszaki elhatározta, hogy megírja saját, valódi élettörténetét a Golden könyvében lévő fikciók ellentételezéseként. Könyve, melyben társszerzője Rande Gail Brown, Geisha, a Life címen az Egyesült Államokban, Geisha of Gion címen az Egyesült Királyságban, és a Gésák gésája címen jelent meg Magyarországon. A történet gésaként töltött idejének eseményeit, illetve az előtte és utána átélt tapasztalatait mutatja be a külvilág számára. Világszerte hatalmas siker lett.